# Јакобијан
Јакобијева матрица је матрица парцијалних извода првог реда неке функције и има облик:
{\displaystyle J_{F}\left(M\right)={\begin{pmatrix}{\dfrac {\partial f_{1}}{\partial x_{1}}}&\cdots &{\dfrac {\partial f_{1}}{\partial x_{n}}}\\\vdots &\ddots &\vdots \\{\dfrac {\partial f_{m}}{\partial x_{1}}}&\cdots &{\dfrac {\partial f_{m}}{\partial x_{n}}}\end{pmatrix}}.}
Јакобијан је детерминанта Јакобијеве матрице. Добила је назив по немачком математичару Карлу Густаву Јакобију.

## Дефиниција
Нека је {\displaystyle F:\mathbb {R} ^{n}\rightarrow \mathbb {R} ^{m}} функција са Еуклидова n- простора на Еуклидов m-простор. Таква функција има м компоненти:
{\displaystyle F:{\begin{pmatrix}x_{1}\\\vdots \\x_{n}\end{pmatrix}}\longmapsto {\begin{pmatrix}f_{1}(x_{1},\dots ,x_{n})\\\vdots \\f_{m}(x_{1},\dots ,x_{n})\end{pmatrix}}.}
Тада парцијални изводи тих функција чине Јакобијеву матрицу:
{\displaystyle J_{F}\left(M\right)={\begin{pmatrix}{\dfrac {\partial f_{1}}{\partial x_{1}}}&\cdots &{\dfrac {\partial f_{1}}{\partial x_{n}}}\\\vdots &\ddots &\vdots \\{\dfrac {\partial f_{m}}{\partial x_{1}}}&\cdots &{\dfrac {\partial f_{m}}{\partial x_{n}}}\end{pmatrix}}.}
Матрица се означава и као:
{\displaystyle J_{F}\left(M\right),\qquad {\frac {\partial \left(f_{1},\ldots ,f_{m}\right)}{\partial \left(x_{1},\ldots ,x_{n}\right)}}\qquad {\text{ili}}\qquad {\frac {\mathrm {D} \left(f_{1},\ldots ,f_{m}\right)}{\mathrm {D} \left(x_{1},\ldots ,x_{n}\right)}}.}
У случају да су {\displaystyle (x_{1},\ldots ,x_{n})} ортогоналне Декартове координате тада матрица одговара градијенту компоненти функције, тј. {\displaystyle \left(\nabla F_{i}\right)}.

## Јакобијан
У случају да је {\displaystyle m=n} Јакобијева матрица је квадратна матрица па има детерминанту, која се назива Јакобијева детерминанта или Јакобијан. Јакобијан се користи за израчунавања вишеструких интеграла заменом координатнога система {\displaystyle {\tilde {x}}_{j}\rightarrow x_{i}} тако да следи:
{\displaystyle \int \limits _{\tilde {\Omega }}f({\tilde {x}}_{1},{\tilde {x}}_{2},\dots ,{\tilde {x}}_{n})d{\tilde {x}}_{1}d{\tilde {x}}_{2}\dots d{\tilde {x}}_{n}=}
{\displaystyle =\int \limits _{\Omega }f({\tilde {x}}_{1},{\tilde {x}}_{2},\dots ,{\tilde {x}}_{n}){\bigg |}{\frac {D({\tilde {x}}_{1},{\tilde {x}}_{2},\dots ,{\tilde {x}}_{n})}{D(x_{1},x_{2},\dots ,x_{n})}}{\bigg |}dx_{1}dx_{2}\dots dx_{n}}

## Сферни координатни систем
У случају трансформације сфернога координатнога система заданога са (r, θ, φ) на картезијев координатни систем једначине трансформације су:
{\displaystyle x_{1}=r\,\sin \theta \,\cos \phi \,}
{\displaystyle x_{2}=r\,\sin \theta \,\sin \phi \,}
{\displaystyle x_{3}=r\,\cos \theta .\,}
Јакобијева матрица је тада дана са:
{\displaystyle J_{F}(r,\theta ,\phi )={\begin{bmatrix}{\dfrac {\partial x_{1}}{\partial r}}&{\dfrac {\partial x_{1}}{\partial \theta }}&{\dfrac {\partial x_{1}}{\partial \phi }}\\[3pt]{\dfrac {\partial x_{2}}{\partial r}}&{\dfrac {\partial x_{2}}{\partial \theta }}&{\dfrac {\partial x_{2}}{\partial \phi }}\\[3pt]{\dfrac {\partial x_{3}}{\partial r}}&{\dfrac {\partial x_{3}}{\partial \theta }}&{\dfrac {\partial x_{3}}{\partial \phi }}\\\end{bmatrix}}={\begin{bmatrix}\sin \theta \,\cos \phi &r\,\cos \theta \,\cos \phi &-r\,\sin \theta \,\sin \phi \\\sin \theta \,\sin \phi &r\,\cos \theta \,\sin \phi &r\,\sin \theta \,\cos \phi \\\cos \theta &-r\,\sin \theta &0\end{bmatrix}}.}
Јакобијан је детерминанта те матрице тј:
{\displaystyle \det {\frac {\partial (x,y,z)}{\partial (r,\theta ,\varphi )}}=r^{2}\sin \theta .}
Односно запремински елемент је тада:
{\displaystyle \mathrm {d} V=\left|\det {\frac {\partial (x,y,z)}{\partial (r,\theta ,\varphi )}}\right|\mathrm {d} r\,\mathrm {d} \theta \,\mathrm {d} \varphi =r^{2}\sin \theta \,\mathrm {d} r\,\mathrm {d} \theta \,\mathrm {d} \varphi .}

## Поларни координатни систем
У поларном координатном систему једначине трансформације су:
{\displaystyle x\,=r\,\cos \,\phi ;}
{\displaystyle y\,=r\,\sin \,\phi .}
Јакобијева матрица је дана са:
{\displaystyle J(r,\phi )={\begin{bmatrix}{\partial x \over \partial r}&{\partial x \over \partial \phi }\\{\partial y \over \partial r}&{\partial y \over \partial \phi }\end{bmatrix}}={\begin{bmatrix}{\partial (r\cos \phi ) \over \partial r}&{\partial (r\cos \phi ) \over \partial \phi }\\{\partial (r\sin \phi ) \over \partial r}&{\partial (r\sin \phi ) \over \partial \phi }\end{bmatrix}}={\begin{bmatrix}\cos \phi &-r\sin \phi \\\sin \phi &r\cos \phi \end{bmatrix}}}
Јакобијева детерминанта или Јакобијан је онда једнак {\displaystyle r}. Због тога се двоструки интеграли могу из картезијевога система трансформисати у поларни систем на следећи начин:
{\displaystyle \iint _{A}dx\,dy=\iint _{B}r\,dr\,d\phi .}